# Vladimír Šmeral
Vladimír Šmeral (16. října 1903 Drásov u Tišnova – 15. března 1982 Praha) byl český herec.

## Život
Jednalo se o velmi talentovaného herce s velmi kultivovaným hereckým projevem a osobitě plastickou dikcí, který po celý svůj život patřil mezi levicově zaměřené intelektuály. Po absolvování dramatického oddělení brněnské konzervatoře (1926) se stal členem činohry Zemského divadla v Brně (1926–1933). Před válkou hrál ještě v Burianově „Déčku“, kam nastoupil v roce 1933 ihned po jeho založení, a od roku 1936 vystupoval v Osvobozeném divadle.
V roce 1941 nastoupil do Městských divadel pražských, kde působil až do roku 1944 a hrál na scénách Divadla Na poříčí, Komorního divadla a Tylova divadla. Od roku 1945 až do roku 1978 byl členem Divadla na Vinohradech (po válce pod jménem Divadlo československé armády a Ústřední divadlo československé armády).

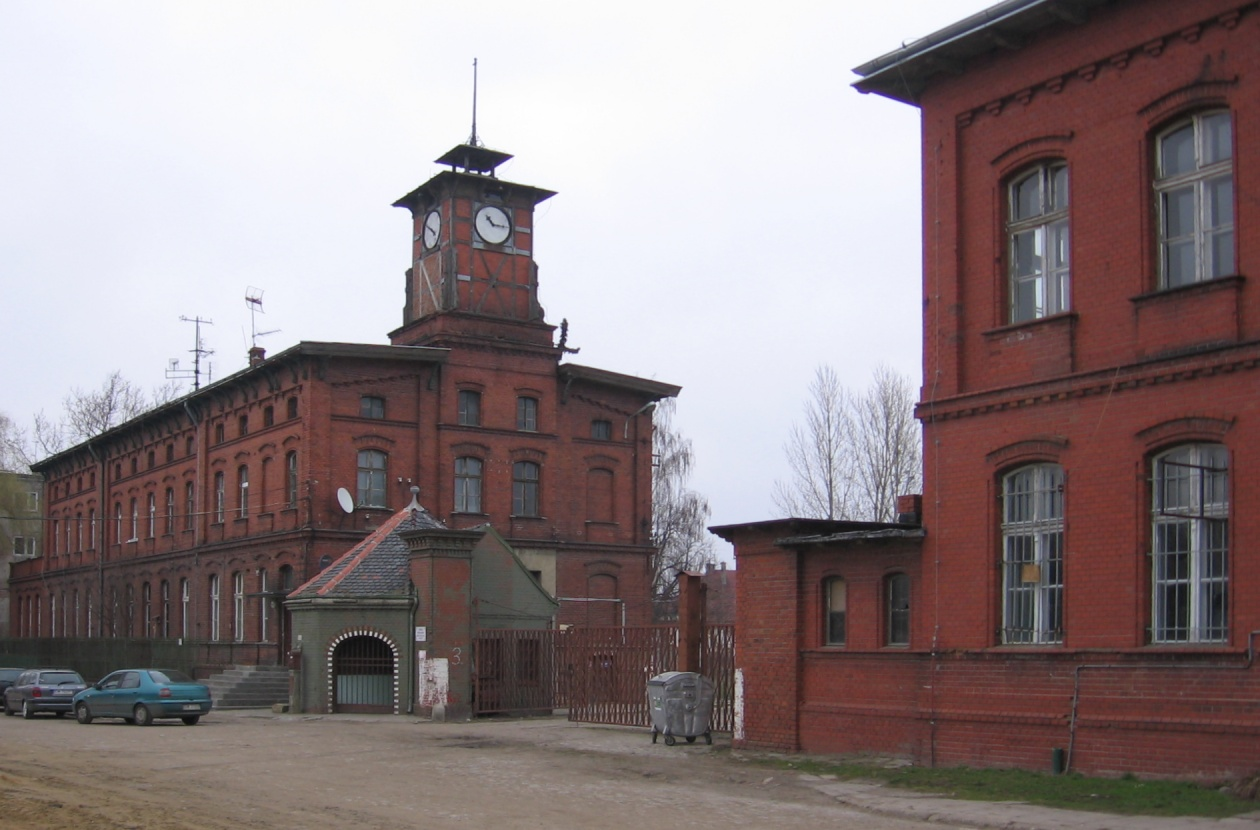
Vratislav-Klecina (Klettendorf)

Za války byl v ohrožení z důvodu smíšeného manželství, neboť jeho manželka Marianne, bývalá tanečnice u E. F. Buriana, byla podle tzv. norimberských zákonů židovkou. Odmítl se rozvést a v roce 1944 byl deportován do pracovního  koncentračního tábora Klettendorf, podobně jako Alfréd Radok a další. Tábor Klettendorg se nacházel na území Polska v cukrovaru Klecina, části města Vratislav.
V roce 1937 se setkal při natáčení filmu Svět patří nám poprvé s Adinou Mandlovou, se kterou se později při zkouškách na inscenaci Chvála bláznovství (Divadlo Na poříčí, režie František Salzer) sblížil a tato se stala jeho osudovou láskou. Mandlová s ním následně čekala dítě, které se však narodilo před Vánoci roku 1944 mrtvé. Na konci války, když se Šmeralovi podařilo uniknout z koncentračního tábora a vrátil se do Prahy, byl po dobu šesti týdnů v úkrytu u Adiny Mandlové. Ještě krátce po válce (srpen 1945) vypovídal ve prospěch Adiny Mandlové, později (v roce 1946) se však od ní distancoval. Po válce byl politicky aktivní a společensky plně konformní, byl rovněž předsedou 21. svazu ROH (Svaz zaměstnanců umělecké a kulturní služby) a z této funkce na konferenci ROH v roce 1953 přednesl projev obviňující režiséra Jiřího Frejku z reakčních poměrů v Divadle na Vinohradech.
V mládí mu vyhovovaly spíše role lyrických a kladných hrdinů. Jeho velmi uměřený herecký projev občas sváděl ke klišovitému podání některých postav. K stáru měl také jisté sklony k tendenčnímu ztvárňování církevních hodnostářů a buržoazních úředníků. Mezi jeho nejznámější a nejhodnotnější filmové role patří, mimo jiné, role ministra připomínajícího Zdeňka Nejedlého v Menzelově trezorovém filmu Skřivánci na niti nebo postava inkvizitora Bobliga ve Vávrově snímku Kladivo na čarodějnice.

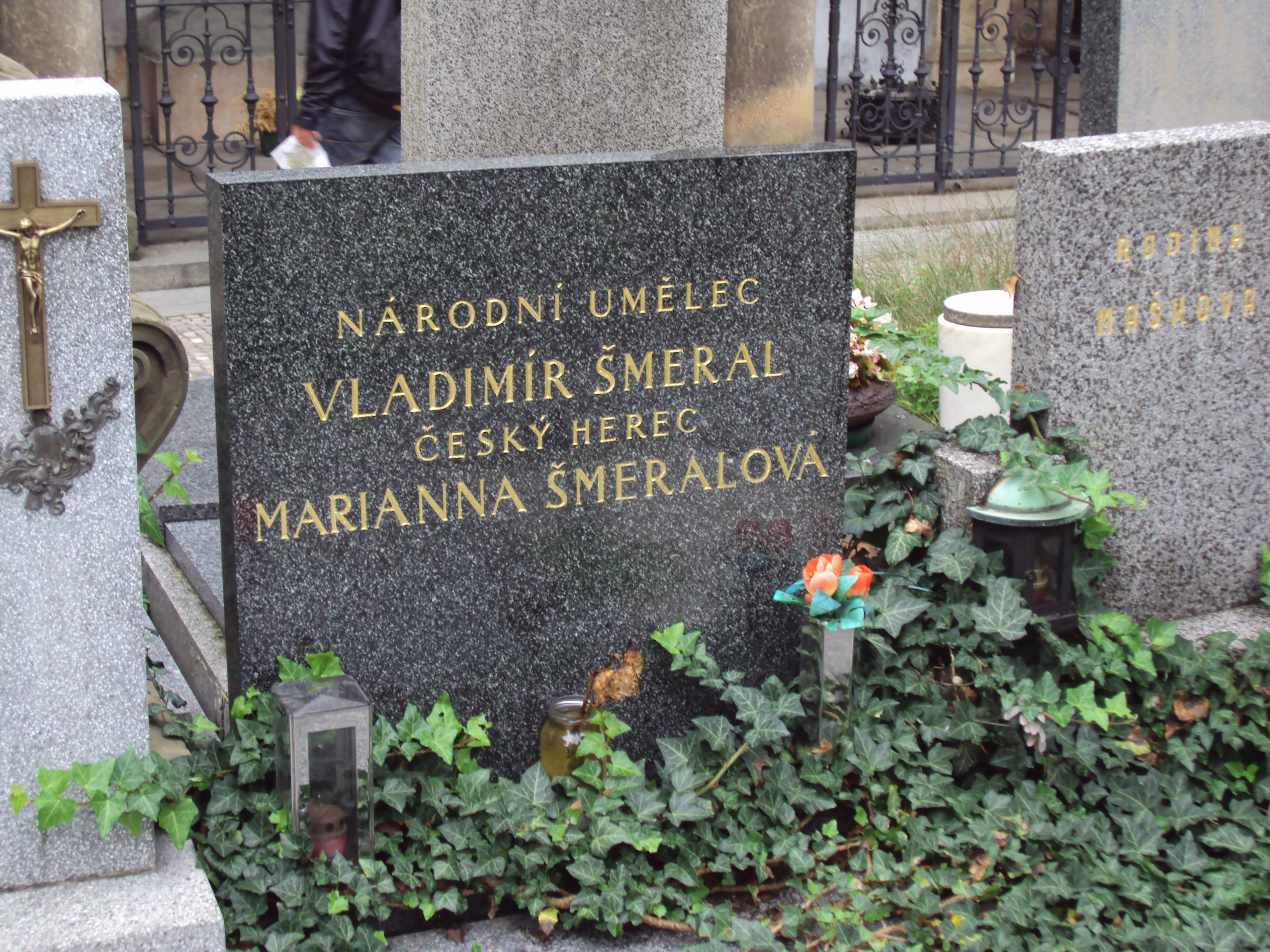
Hrob na Vyšehradském hřbitově

V letech 1949–1966 byl pedagogem na DAMU. Se svou manželkou Marianou, která byla tanečnicí, měl teprve v roce 1955 jediného syna Vladimíra, později vystudovaného právníka.

### Politický postoj
Jako člen KSČ vykonával řadu veřejných funkcí. V roce 1946 podepsal prokomunistické „Májové poselství kulturních pracovníků českému lidu!“ publikované před květnovými volbami do Ústavodárného Národního shromáždění. Tento předvolební manifest komunistů podepsalo celkem 843 kulturních pracovníků a komunisté volby vyhráli. Dále připojil svůj podpis pod výzvu prokomunistické inteligence Kupředu, zpátky ni krok!, jež byla publikována dne 25. února 1948 na podporu komunistického převratu. V roce 1977 podepsal „Antichartu“. Komunistickým režimem byl oceňován.

## Ocenění
- 1958 titul zasloužilý umělec
- 1963 Řád práce
- 1965 titul národní umělec
- 1978 Řád Vítězného února [17]

## Citát
| „                 | Mezi divadelními umělci okupačních let vystoupili někteří, kteří zcela mimořádně dovedli rozeznět krásu – a živé významy – češtiny. Na prvním místě v povědomí těch, kdož tato léta žili, bylo Burianovo D, v němž tehdy působili dva virtuosové deklamace, Marie Burešová a Vladimír Šmeral, a v Národním divadle Růžena Nasková. | “ |
| — František Černý | |   |

## Divadelní role, výběr
- 1934 E. F. Burian (volně dle W.Shakespeara): Kupec benátský, Tubal, D35, režie E. F. Burian
- 1935 Karel Hynek Mácha: Máj, vězeň, D35, režie E. F. Burian
- 1936 F. Wedekind: Procitnutí jara, Melchior, D36, režie E. F. Burian
- 1936 V+W: Rub a líc, Josef Klokan, Osvobozené divadlo, režie Jindřich Honzl
- 1936 V+W: Nebe na zemi, Bůh Jupiter, Osvobozené divadlo, režie Jindřich Honzl
- 1938 V+W: Pěst na oko aneb Caesarovo finale, Michelangelo, Osvobozené divadlo, režie Jindřich Honzl
- 1940 Vítězslav Nezval: Loretka, Karel, D41, režie E. F. Burian
- 1940 Jaroslav Pokorný: Plavci, Vandrák, D41, režie E. F. Burian
- 1940 Vítězslav Nezval: Manon Lescaut, Des Grieux, D41, režie E. F. Burian
- 1942 Friedrich Schiller: Messinská nevěsta, César, Divadlo Na poříčí, režie František Salzer, 37 repríz
- 1943 Sem Benelli: Chvála bláznovství, šašek, Divadlo Na poříčí, režie František Salzer, 61 repríz (v roli Violanty Adina Mandlová j. h. )
- 1944 Friedrich Schiller: Marie Stuartovna, Mortimer, Divadlo J. K. Tyla, režie Karel Jernek (v tit. roli Adina Mandlová j. h. )
- 1945 Maxim Gorkij: Matka, Divadlo na Vinohradech, režie Karel Jernek, 20 repríz
- 1946 G. Neveux: Theseus mořeplavec, Divadlo na Vinohradech, režie Jiří Frejka
- 1947 Stanislav Lom: Božský Cagliostro, titul. role, Divadlo na Vinohradech, režie Jiří Frejka, 23 repríz
- 1947 A. S. Gribojedov: Hoře z rozumu, Čackij, Divadlo na Vinohradech, režie Jiří Frejka, 73 repríz
- 1947 William Shakespeare: Sen noci svatojánské, Pískálek, Divadlo na Vinohradech, režie Jiří Frejka
- 1948 William Saroyan: Minuty na hodinách, Joe, Divadlo na Vinohradech, režie Jaromír Pleskot, 15 repríz
- 1949 A. N. Ostrovskij: Talenty a ctitelé, Meluzov, Komorní divadlo, režie Bedřich Vrbský, 61 repríz
- 1949 Maxim Gorkij: Falešná mince, Jakovlev, Komorní divadlo, režie Otomar Krejča, 7 repríz
- 1951 Alois Jirásek: Jan Hus, titul. role, Divadlo československé armády, režie Otto Haas
- 1952 S. Vurghun: Východ slunce, Stalin, Divadlo československé armády, režie Jan Škoda
- 1953 B. A. Lavreněv: Přelom, Bevseněv, Divadlo československé armády, režie A. V. Sokolov j. h.
- 1953 A. S. Makarenko: Vlajky na věžích, S. M. Kirov, Divadlo československé armády, režie Otto Haas
- 1954 K. G. Paustovskij: Puškin, titul. role, Divadlo československé armády, režie Otto Haas
- 1955 Friedrich Schiller: Don Carlos, Poza, Divadlo československé armády, režie Jan Škoda
- 1956 Edmond Rostand: Cyrano z Bergeracu, titul.role, Divadlo na Vinohradech, režie Jan Strejček
- 1958 L. N. Tolstoj, A. Neumann, E. Piscator, G. Prüfer: Vojna a mír, Starý kníže, Divadlo na Vinohradech, režie Jan Strejček

## Televize
- 1971 Rozsudek (seriál) – role: doktor Becher
- 1971  Svědectví mrtvých očí (krimi) - role: kriminalista Gaudl
- 1971 Exekuce (TV komedie) – role: Lapuťa, stavitel a domácí